# Родзаєвський Костянтин Володимирович
Костянтин Володимирович Родзаєвський (рос. Константин Владимирович Родзаевский) (*11 серпня 1907, Благовещенськ - †30 серпня 1946, Москва) — основоположник російського фашизму, лідер Білої еміграції у Маньчжурії. Був засновником і головою Всеросійської фашистської партії ВФП. Після Другої світової війни змінив свої погляди щодо СРСР, вважав, що діяльність Сталіна відповідала ідеям російського націоналізму. У 1945 році здався радянським спецслужбам, розстріляний НКВС у Москві 1946 року. Книга Родзаєвського «Заповіт російського фашиста» вийшла друком у Росії у 2001 році.

## Життєпис
Костянтин Володимирович Родзаєвський народився 11 серпня 1907 року в Благовіщенську. Батько — Володимир Іванович Родзаєвський (нар. 10 березня 1874, с. Шабастівка Липовецького повіту Київської губернії) закінчив юридичний факультет Київського університету і працював нотаріусом, мати цілком присвятила своє життя вихованню дітей - Костянтина, молодшого брата Володимира та двох сестер, Надії та Ніни. У 1925 після втечі з СРСР Родзаєвський вступив до юридичного інституту в Харбіні, де зустрівся з викладачами юридичних дисциплін Г.К. Гінсом та Н.Н. Нікіфоровим - радикально налаштованими націоналістами й антикомуністами, погляди яких відіграли значну роль у становленні Родзаєвського як лідера російського фашизму. В цьому ж році він приєднався до Російської фашистської організації, що діяла у студентському середовищі, а у 1927 - до Спілки професора Нікіфорова. Незадовго до випуску Родзаєвський очолив антиурядову демонстрацію, за що його було відраховано з інституту, але в 1929 йому все ж вдалося поновитися та отримати диплом. У 1928 батько та молодший брат Родзаєвського також перебралися до Харбіну, а його мати та сестри були заарештовані ОДПУ.
26 травня 1931 у Харбіні була створена Російська фашистська партія, ядро її склали члени Російської фашистської організації. У новоствореній партії Родзаєвський обійняв посаду Генерального секретаря, номінальним її лідером було обрано В.Д. Косьміна. Чисельність партії неухильно зростала, а після її об'єднання у 1934 із Всеросійською Фашистською Організацією А.А. Вонсяцького та утворення Всеросійської фашистської партії (ВФП) очолювана Родзаєвським організація стала наймасовішою за кількістю соратників та найбоєздатнішою серед політичних утворень російських емігрантів. Були також створені дочірні організації при ВФП - Російський жіночий фашистський рух, Союз авангарду, Спілка юних фашисток, Союз фашистських крихіток. Є дані про те, що ВФП провела ряд успішних диверсійних акцій на далекосхідних територіях СРСР, і лише втручання російської військової влади, що бажала уникнути відкритої конфронтації з СРСР, звело активність бійців Родзаєвського до мінімуму.
У 1930-40 роки Родзаєвський публікував статті в партійних органах ВФП - газеті "Наш шлях", журналі "Нація" та ін. Він є також автором брошури "Іуда на збитку", основою якої був текст доповіді, написаної у 1940. За рівнем антисемітизму її можна поставити на один щабель з газетою "Der Sturmer" Юліуса Штрейхера. Ця брошура була також своєрідним конспектом монографії Родзаєвського "Сучасна іудизація світу, або Єврейське питання у ХХ ст." Однак існуючі на той час розходження поглядів на антисемітизм призвели до розколу партії, значну роль у якому відіграв генерал Крисоловченко, який у своїй статті "Націонал-соціалізм і правий рух" розкритикував політику правлячого режиму нацистської Німеччини та фактично відрікся від ВФП.
З початком війни між СРСР і нацистською Німеччиною Родзаєвський сподівався, що німецьке вторгнення до Радянського Союзу стане каталізатором російської революції. Він припускав, що Гітлер не тільки встановить Російський Національний уряд, а й призначить на його ключові пости російських фашистів з Маньчжурії. Але він не врахував одного: Гітлер не мав намірів передавати управління окупованими територіями слов'янам. Родзаєвський намагався скористатися ситуацією та направити діяльність ВФП на відкриту збройну боротьбу з радянським режимом. Однак японська влада, під контролем якої діяли російські фашисти, не давала Родзаєвському реалізувати ці плани. 
У вересні 1945 Родзаєвський покинув Харбін та перебрався до Шанхаю, де у квітні 1946 був заарештований поліцією Гоміньдану та виданий радянській владі (за іншими даними, він повернувся у СРСР добровільно після того, як переглянув своє ставлення до радянського уряду). 26-30 серпня 1946 проходило відкрите засідання військового трибуналу РСФСР, на якому Родзаєвського було засуджено до смертної кари, і вже 30 серпня того ж року він був розстріляний у підвалі Луб'янки. Але є дані, згідно з якими Родзаєвський був засуджений до довічного ув'язнення, і 30 серпня 1949 він наклав на себе руки у в'язниці Владивостокської фортеці.